# Mike Polley
Mike Polley (* 23. April 1972 in Berlin; † 3. November 1990 in Leipzig) war ein deutscher Fußballfan und Gewaltopfer. Er kam während der Ausschreitungen rund um das Oberliga-Spiel zwischen dem FC Sachsen Leipzig und dem FC Berlin durch Schüsse eines Polizisten ums Leben.

## Leben
Der aus Berlin-Malchow stammende Polley war Fan des DDR-Serienmeisters BFC Dynamo, der ab 1990 FC Berlin hieß. Er galt als Einsteiger in die Fußballfanszene.

## Im Vorfeld der Todesschüsse
Der Tod Polleys sowie weitere fünf erheblich Verletzte waren die Eskalation einer langen Kette von Ausschreitungen im Fußballumfeld. Bereits am 9. September 1990 bei einem Spiel des 1. FC Lokomotive Leipzig gegen den FC Bayern München sowie am 29. September 1990 beim Spiel zwischen dem FC Sachsen Leipzig und dem FC Carl Zeiss Jena hatte die Polizei Schusswaffen eingesetzt. Im April 1990 hatten Berliner Hooligans in Jena die Innenstadt verwüstet, in Magdeburg wurden Sowjetsoldaten angegriffen, wobei ein Soldat ebenfalls einen Warnschuss abfeuerte.
Besonders hatten sich die Zustände im Zusammenhang mit Spielen des seit Februar 1990 als FC Berlin antretenden BFC Dynamo verschärft. Der BFC war zu DDR-Zeiten bei gegnerischen Fanszenen aufgrund seiner Dominanz und seiner Protegierung durch das Ministerium für Staatssicherheit (mit Erich Mielke an der Spitze) verhasst. Aufgrund dieser Tatsache kam es bei BFC-Spielen regelmäßig zu gewalttätigen Ausschreitungen zwischen den Fangruppen, was aufseiten des BFC-Anhangs zu einer stetigen Radikalisierung der Szene führte. Seitens der DDR-Führung wurde auf solche Vorkommnisse nicht reagiert, da es diese offiziell nicht gab. Nach dem Fall der Innerdeutschen Grenze und dem damit eintretenden Autoritätsverlust der DDR-Ordnungskräfte (z. B. der Transport- und Volkspolizei) eskalierten die gewalttätigen Zwischenfälle zunehmend, wodurch auch westdeutsche Hooligans angezogen wurden.

## Umstände von Polleys Tod
Polley war als Fan des FC Berlin mit weiteren Anhängern seines Vereins am 3. November 1990 in Leipzig beim Spiel gegen den FC Sachsen. Im Zusammenhang mit der Partie kam es zu mehrstündigen Ausschreitungen von Hooligans, bei denen überforderte Polizisten auf dem Bahnhofsgelände in Leipzig-Leutzsch von Fans umringt wurden und sich bedroht fühlend erst Warnschüsse in die Luft und daraufhin auch in die Personengruppe schossen. Hierbei wurde Polley von einer Polizeikugel tödlich getroffen. Der Tathergang ist jedoch ungeklärt,  es wurde auch von einem „angeblich hinterrücks“ getätigten Schuss berichtet. Insgesamt wurden damals 80 Ermittlungsverfahren gegen bekannte Personen und 74 gegen unbekannt eingeleitet. Die taz kommentierte die Ereignisse des Tages kritisch, die Notwehrsituation der Polizisten zweifelte sie an: „Nach zwei Tagen indes bereits keine Rede mehr vom polizeilichen Einsatzleiter, auf dessen (…) ‚Schießbefehl‘ hin elf (oder mehr?) Magazine aus Pistolen leergefeuert wurden, und der immer noch Dienst tut. Keine Frage, warum ein Toter und vier Schwerverletzte, 40 […] Meter von den Schützen entfernt, die Folge von ‚Notwehr‘ sein können.“ Augenzeugen behaupteten, dass die Polizei fliehenden Fans hinterherschoss.

## Folgen der Todesschüsse

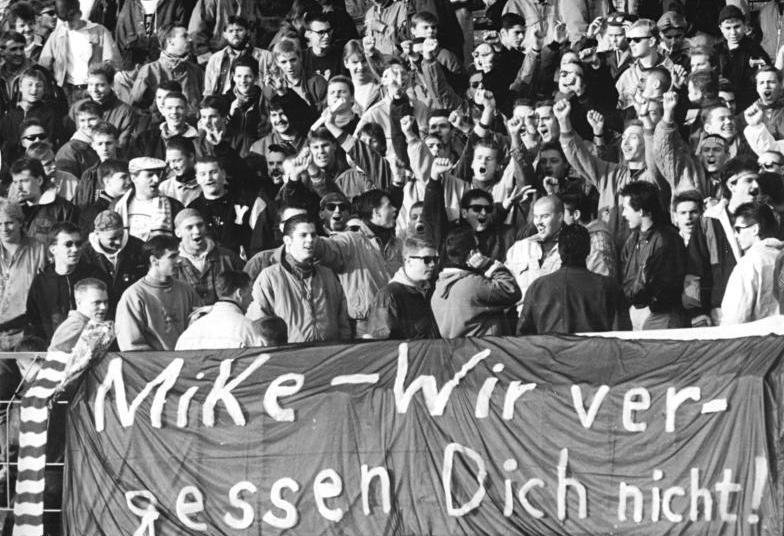
Am 10. November 1990 gedachten Fans beim Spiel des FC Berlin gegen den HFC Chemie des getöteten Mike Polley.

Aufgrund der Einschätzungen zur Bedrohungslage wagte der Deutsche Fußball-Bund (DFB) nicht, das für Mitte November 1990 geplante Vereinigungsländerspiel zwischen der Fußballnationalmannschaft der DDR und der Fußballnationalmannschaft der BRD im Leipziger Zentralstadion durchzuführen und sagte das Spiel gegen die Auswahl des Deutschen Fußball-Verbandes der DDR (DFV) ab. Das Spiel war ursprünglich als Qualifikationsspiel zur Europameisterschaft 1992 ausgelost worden und sollte stattdessen als Freundschaftsspiel ausgetragen werden. Die taz mutmaßte, dass die fehlende Untersuchung der Todesschüsse zur weiteren Eskalation beitrug, „da die Behörden vor dieser Untersuchung bisher zurückschrecken, blieb nur die Absage des Spiels.“ Die Sicherheitsbehörden gaben offiziell an, dass „weder die Lage bei den Sicherheitskräften noch der bauliche Zustand des Stadions ein solches Spiel“ zuließen. Ferner kolportierte die Polizei, dass mehrere tausend Hooligans zum Spiel hätten anreisen wollen.
Nach den Todesschüssen demonstrierten über 1000 Menschen (darunter auch der Spieler Waldemar Ksienzyk vom FC Berlin) im Rahmen des Spiels zwischen dem FC Berlin und dem HFC Chemie am 10. November 1990 gegen Polizeigewalt in Berlin-Prenzlauer Berg. Zum Spiel kamen etwa 500 Hooligans; dieser Gruppe schlossen sich nach Abpfiff noch einmal weitere 500 an, die Stadionverbot hatten. Die Hooligans stellten eine eigene Ordnergruppe und wurden von ca. 1200 Polizeibeamten begleitet. Der Demonstrationszug ging vom Friedrich-Ludwig-Jahn-Sportpark zum Brandenburger Tor und verlief friedlich. Auf dem Fronttransparent stand damals: „Wir trauern um Mike – Hooligans“.
An den Tod Polleys wird immer wieder erinnert, wenn es bei Auseinandersetzungen zwischen Polizisten und Hooligans zu Toten oder Schwerverletzten kommt oder diese prognostiziert werden.
Seit mehreren Jahren veranstaltet die Fanszene des BFC Dynamo das Mike-Polley-Gedenkturnier.

## Rezeption in der Literatur
In Clemens Meyers Roman Als wir träumten von 2006, der autobiographische Elemente enthält, geraten der Protagonist und ein Freund, die eigentlich auf dem Weg in den Chemie-Block sind, in eine Gruppe Gästefans. Der Gruppe wird der Einlass ins Stadion durch die Polizei verwehrt. Es kommt zu Ausschreitung, chaotischen Zuständen und schließlich fallen Schüsse. 